# پارک سانسوسی

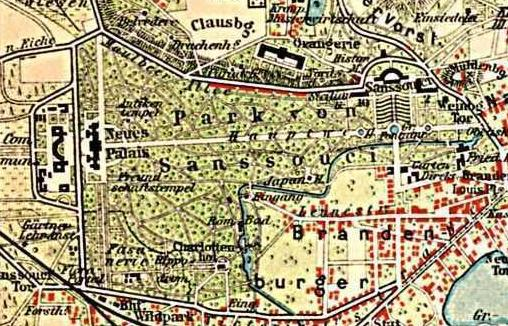
پارک سانسوسی در حدود سال ۱۹۰۰

پارک سانسوسی (انگلیسی: Sanssouci Park) یک پارک بزرگ در اطراف کاخ سانسوسی در پوتسدام، آلمان است که در اواسط قرن هجدهم در زمان فردریش کبیر ساخته شد. پارک سانسوسی در سال ۱۹۹۰ در فهرست میراث جهانی یونسکو به ثبت رسید، زیرا معماری منحصر به فردی دارد و گواهی بر زمین آرایی قرن ۱۸ و ۱۹ در اروپا است.

## نگارخانه

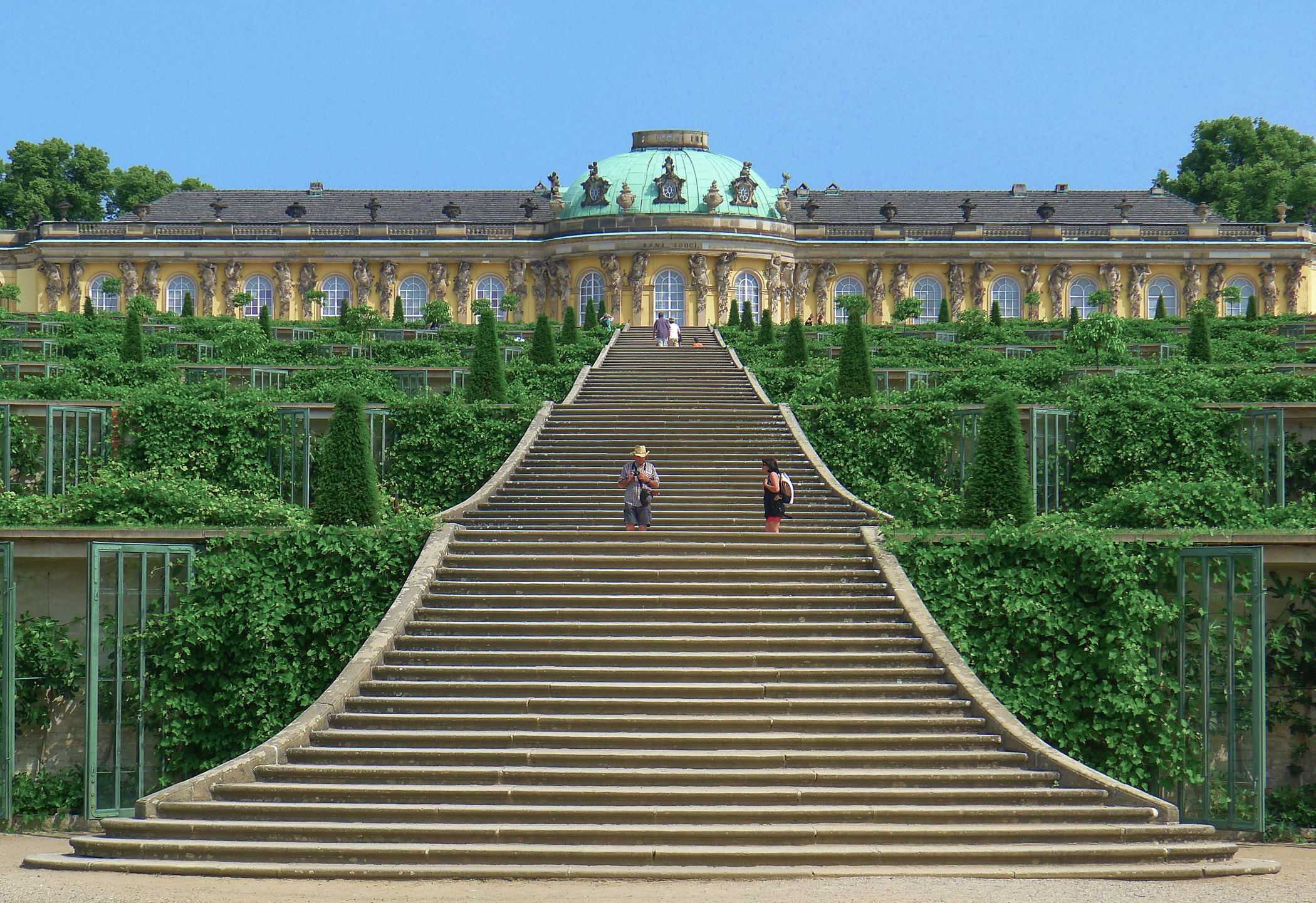
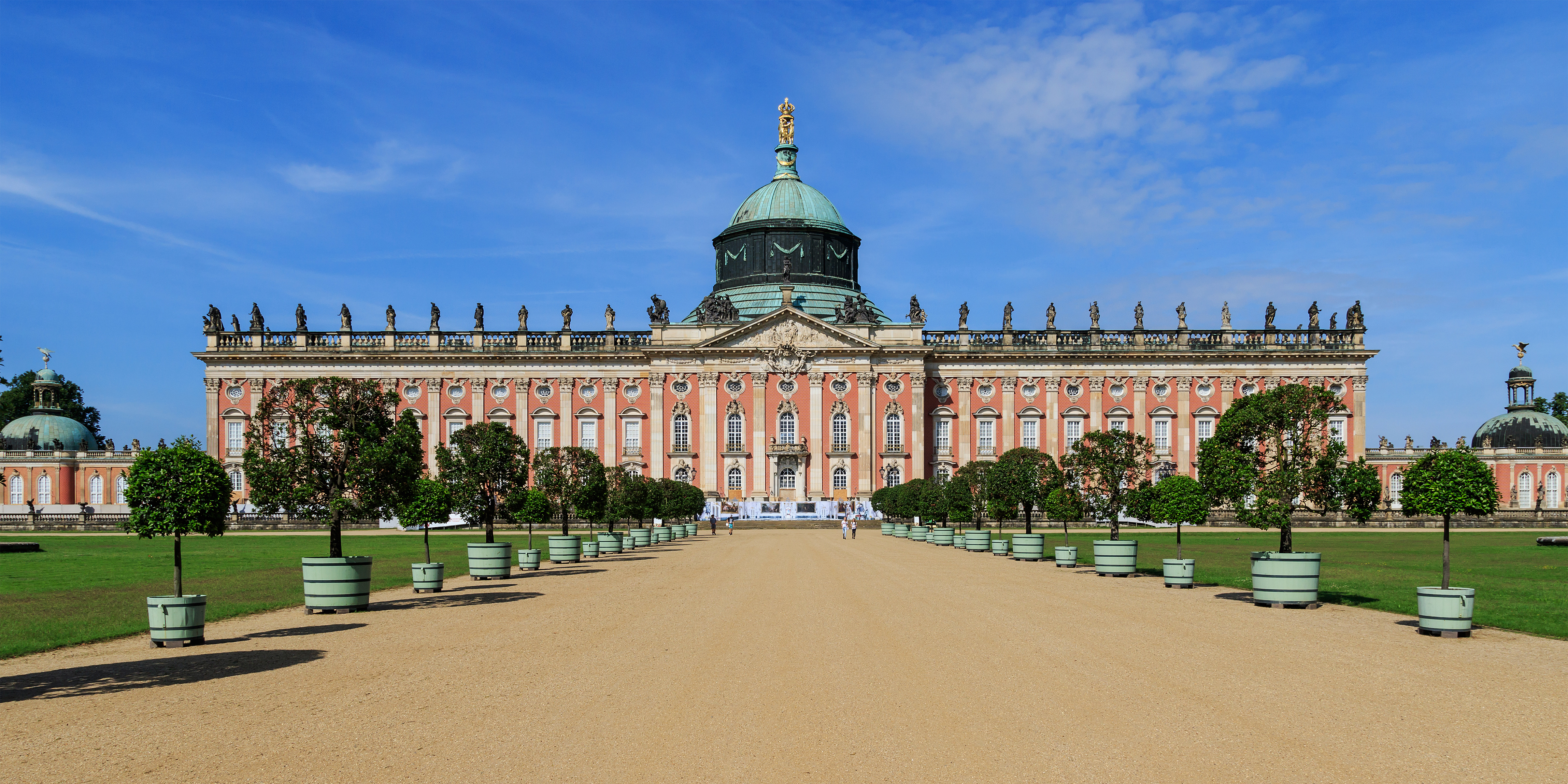
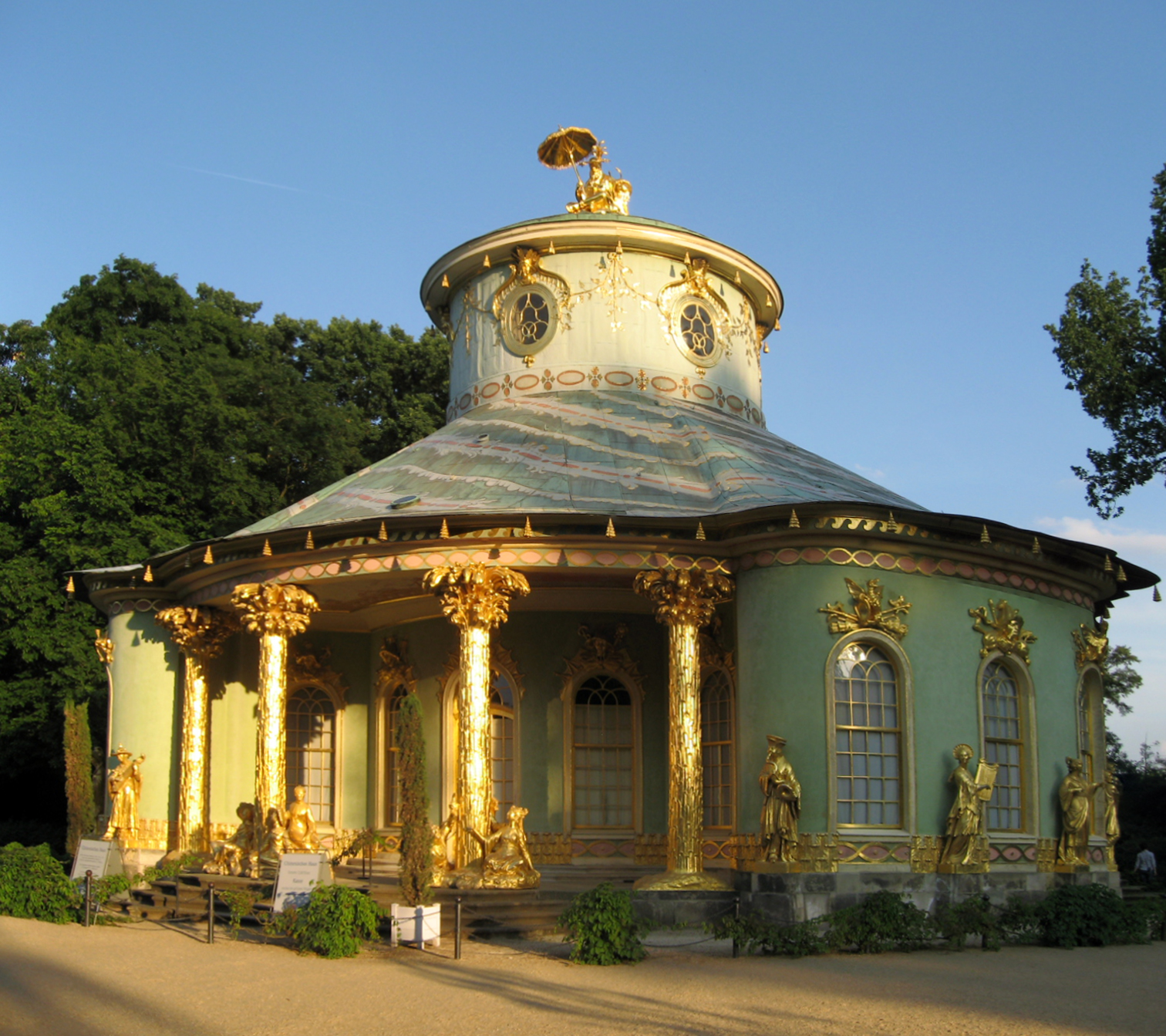
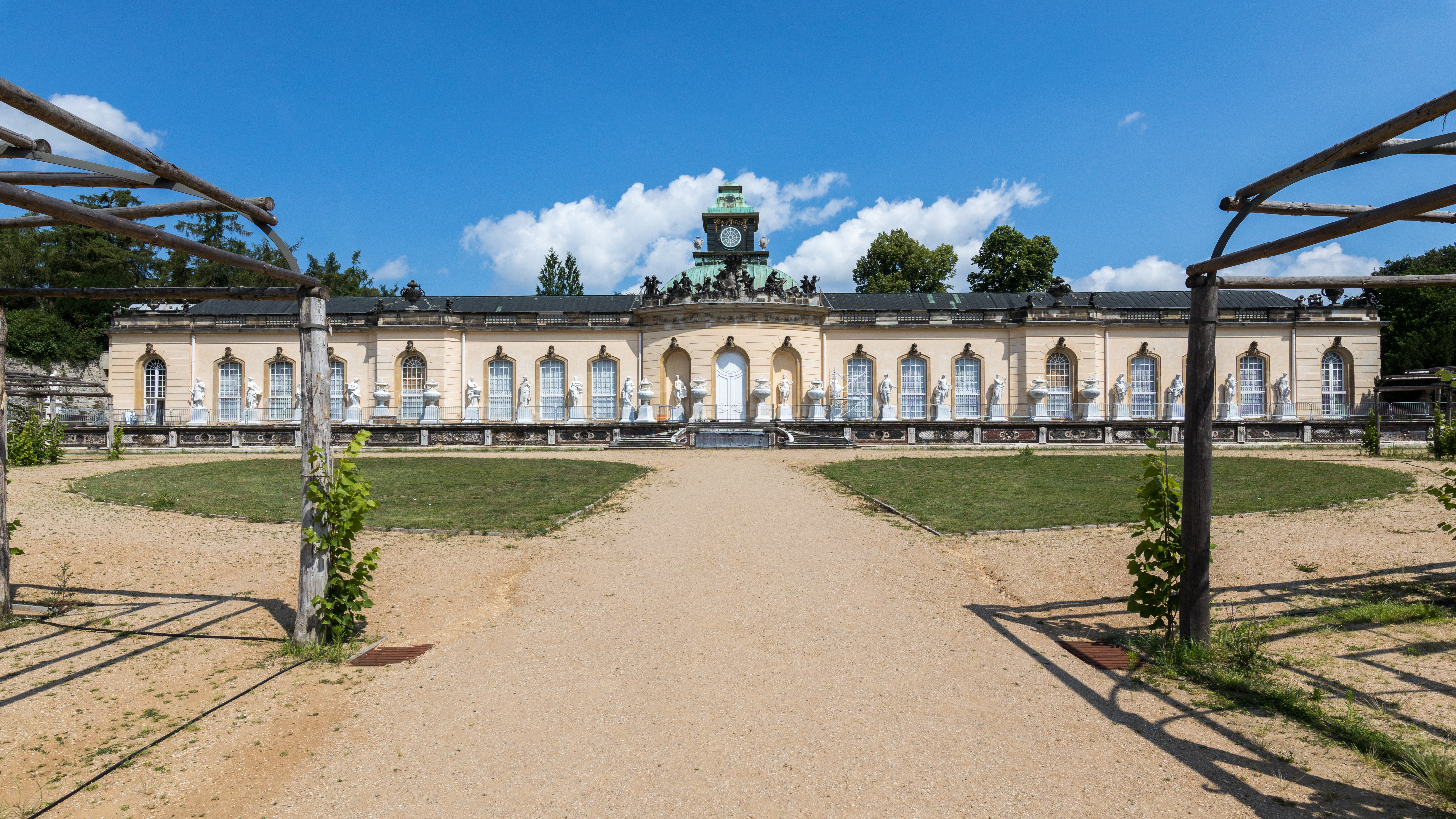